# Katharina Lehner
Katharina Lehner (Colonia, Alemania; 9 de abril de 1990) es una artista marcial mixta y modelo de contenido para adultos alemana, que competía en la categoría de peso gallo. Participó en combates bajo los patrocinios de Bellator MMA e Invicta Fighting Championships.

## Carrera de artes marciales mixtas

### Invicta FC
Lehner hizo su debut profesional contra Anne Merkt en We Love MMA 9 el 27 de septiembre de 2014. Ganó la pelea por decisión dividida y acumuló un récord de 5-0 antes de firmar con Invicta FC. Lehner debutó contra Alexa Conners en Invicta FC 25: Kunitskaya vs. Pa'aluhi el 31 de agosto de 2017. y ganó la pelea por nocaut técnico en el primer asalto.
Después de derrotar a Gemma Pike por decisión unánime en Hype FC 7 el 16 de diciembre de 2017, Lehner fue reservada para enfrentar a la canadiense Sarah Kaufman por el Campeonato vacante de peso gallo de Invicta FC en Invicta FC 29: Kaufman vs. Lehner el 4 de mayo de 2018. Perdió la pelea por una sumisión en el tercer asalto.
Lehner se enfrentó a Lisa Spangler en Invicta FC 35: Bennett vs. Rodríguez II el 7 de junio de 2019. Ella perdió la pelea por decisión unánime.

### Bellator MMA
Lehner se enfrentó a Sinead Kavanagh en Bellator Milan 3 el 3 de octubre de 2020, después de una ausencia de 16 meses del deporte. Perdió la pelea por decisión unánime.

## Vida personal
Retirada desde finales de 2020 de las artes marciales mixtas, reside en Denver (Colorado). Fuera de las MMA, Lehner se ha destacado por su faceta como creadora de contenido para adultos y como modelo erótica para plataformas como Onlyfans.

## Récord en artes marciales mixtas
| Resultado | Récord | Oponente         | Método                      | Evento                                  | Fecha                    | Ronda | Tiempo | Localización   |
| --------- | ------ | ---------------- | --------------------------- | --------------------------------------- | ------------------------ | ----- | ------ | -------------- |
| Derrota   | 9–6    | Olga Rubin       | Sumisión (rear-naked choke) | Invicta FC 62                           | 16 de mayo de 2025       | 2     | 1:14   | Kansas City    |
| Victoria  | 9–5    | Shanna Young     | Decisión (split)            | Invicta FC 60                           | 7 de febrero de 2025     | 3     | 5:00   | Atlanta        |
| Derrota   | 8–5    | Melissa Croden   | TKO (puñetazos)             | LFA 169 - Ward vs. Walker               | 6 de octubre de 2023     | 3     | 3:20   | Dallas         |
| Victoria  | 8–4    | Abril Anguiano   | Decisión (unánime)          | PF 27 - Peak Fighting 27                | 11 de marzo de 2023      | 3     | 5:00   | Frisco         |
| Derrota   | 7–4    | Talita Bernardo  | Sumisión (kimura)           | Invicta FC 50                           | 16 de noviembre de 2022  | 2     | 4:26   | Denver         |
| Derrota   | 7–3    | Sinead Kavanagh  | Decisión (unánime)          | Bellator Milan 3                        | 3 de octubre de 2020     | 3     | 5:00   | Milán          |
| Derrota   | 7–2    | Lisa Spangler    | Decisión (unánime)          | Invicta FC 35: Bennett vs. Rodriguez II | 7 de junio de 2019       | 3     | 5:00   | Kansas City    |
| Derrota   | 7–1    | Sarah Kaufman    | Sumisión (rear-naked choke) | Invicta FC 29: Kaufman vs. Lehner       | 4 de mayo de 2018        | 3     | 4:30   | Kansas City    |
| Victoria  | 7–0    | Gemma Pike       | Decisión (unánime)          | Hype FC 7                               | 16 de diciembre de 2017  | 3     | 5:00   | Bremen         |
| Victoria  | 6–0    | Alexa Conners    | TKO (puñetazos)             | Invicta FC 25: Kunitskaya vs. Pa'aluhi  | 31 de agosto de 2017     | 1     | 4:21   | Lemoore        |
| Victoria  | 5–0    | Judith Ruis      | Decisión (unánime)          | Respect FC 18                           | 4 de diciembre de 2016   | 3     | 5:00   | Colonia        |
| Victoria  | 4–0    | Alexandra Buch   | Decisión (unánime)          | GMC 7                                   | 7 de noviembre de 2015   | 3     | 5:00   | Castrop-Rauxel |
| Victoria  | 3–0    | Camilla Hinze    | Decisión (unánime)          | We Love MMA 15                          | 4 de julio de 2015       | 3     | 5:00   | Berlín         |
| Victoria  | 2–0    | Barbora Polakova | Decisión (unánime)          | Young Blood Night Vol. 3: War Zone      | 6 de febrero de 2015     | 3     | 5:00   | Fürth          |
| Victoria  | 1–0    | Anne Merkt       | Decisión (split)            | We Love MMA 9                           | 27 de septiembre de 2014 | 2     | 5:00   | Berlín         |

## Enlaces personales
- Katharina Lehner en Instagram
- Katharina Lehner en X (antes Twitter)
- Esta obra contiene una traducción  derivada de «Katharina Lehner» de Wikipedia en inglés, publicada por sus editores bajo la Licencia de documentación libre de GNU y la Licencia Creative Commons Atribución-CompartirIgual 4.0 Internacional.

- Datos: Q52556296